# ماكر الشياهين (كهف)
كهف أم حشيوي أو ماكر الشياهين أو ماكر الصقور هو عبارة عن كهف، ويعتبر أطول وأضخم كهف مكتشف في السعودية وشبه الجزيرة العربية حتى الآن.

## الموقع
يقع الكهف في حرة خيبر الواقعة بمنطقة المدينة المنورة، ويبلغ طوله 2850م، ويصل عرضه إلى 12 متر، وارتفاعه إلى 23 متر.

## التسمية
كهف ماكر الصقور أو ماكر الشياهين، سمي بهذا الاسم لان بداخله فتحة في الأعلى يتخذها الصقور مسكناً لهم.